# Le vieux fusil
Le vieux fusil é um filme teuto-francês de 1975 dirigido por Robert Enrico. O filme é baseado no Massacre de Oradour-sur-Glane, em 1944.

## Sinopse
Em 1944, um médico presencia o assassinato de sua mulher e sua filha por soldados nazistas. Ele resolve então acabar com todos apenas com a ajuda de um velho fuzil.

## Elenco
- Philippe Noiret
- Romy Schneider

## Produção
O filme foi rodado na comuna de Bruniquel e no castelo de Bruniquel.